# Saint-Germain-des-Prés (stacja metra)
Saint-Germain-des-Prés – stacja linii nr 4 metra  w Paryżu. Stacja znajduje się w 6. dzielnicy Paryża.  Została otwarta 9 stycznia 1910 r.